# Geografie van Roemenië

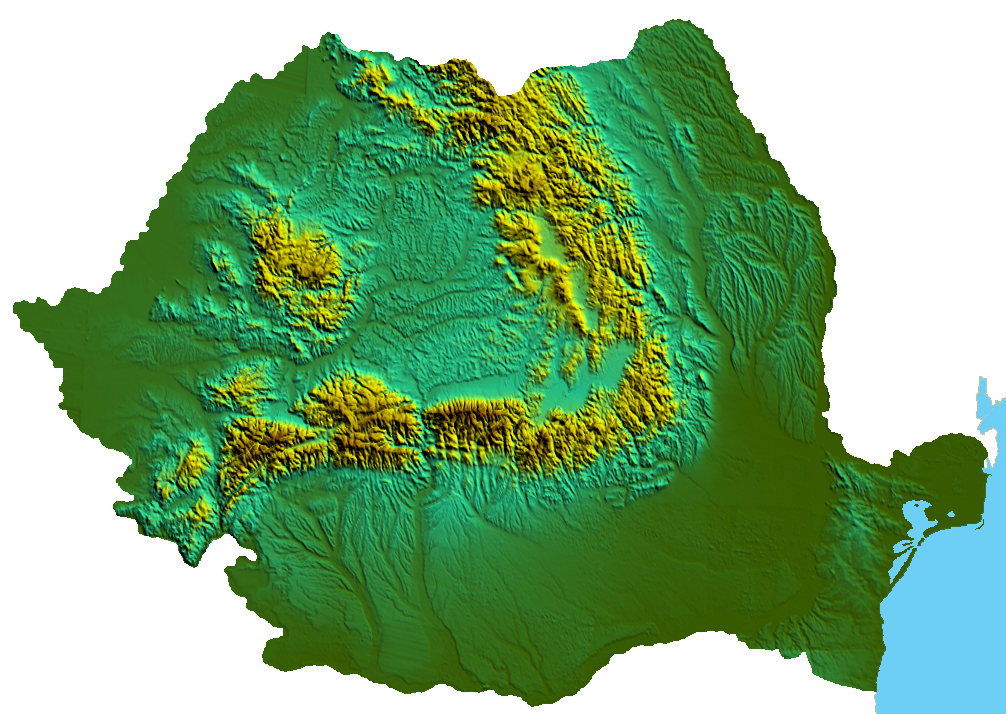
Kaart van Roemenië

Roemenië is een land in Zuidoost-Europa, grenzend aan Hongarije, Bulgarije, Servië, Oekraïne en Moldavië.

## Basisgegevens
Oppervlakte
Totaal: 238.391 km²
Land: 231.231 km² (31% zijn bergen, 33% zijn heuvels en 36% is vlakte)
Water: 7160 km²
Geografische coördinaten: 46° 00′ NB, 25° 00′ OL 
Landgrenzen: 3149,9 km (totale lengte)
Bulgarije: 613,3 km
Servië: 546,4 km
Moldavië: 681,3 km
Oekraïne: 649,4 km
Hongarije: 448 km
Zwarte Zee: 244 km
Kustlijn: 244 km
Klimaat: landklimaat, koude winters, warme zomers. Aan de zee, in de Dobroedzja, gematigd landklimaat.
Natuurlijke rampen: aardbevingen, lawines en overstromingen. Ergste aardbeving is de aardbeving van 1977. In 2005 en 2006 waren er verscheidene overstromingen. Vaak zijn er in de bergen, in de lente, (modder)lawines wegens smeltende sneeuw en regenval.
Terrein: laagland in het noordwesten, noordoosten (Moldavische vlakte) en zuiden (Beneden-Donauvlakte). Heuvels/hoogland in het midden (Transsylvanië), en bergen in het zuidwesten, westen, midden en noorden.
Laagste punt: Zwarte Zee (0 meter)
Hoogste punt: Moldoveanu (2544 m) in het Făgăraş-gebergte, Zevenburgse Alpen. Andere hoge bergen zijn de: Negoiu (2535 m) en de Viștea Mare (2527 m).
Berggebieden: Karpaten (Zevenburgse Alpen, Oostelijke Karpaten), Apuseni, Rodnagebergte, Beskiden en het Măcin "gebergte", in de Dobroedzja.
Regio's: Muntenië, Oltenië, Dobroedzja, Boekovina, Banaat, Crișana, Maramureș, Transsylvanië en Moldavië.
Uiterste punten
Noord: Horodiștea, Botoșani
Zuid: Zimnicea, Teleorman
West: Beba Veche, Timiș
Oost: Sulina, Tulcea
Natuurlijke bronnen: petroleum, ijzererts, kool, zout, hout, aardgas, te bebouwen land en waterkracht.